# Kelurahan Pulau Tidung
Kelurahan Pulau Tidung är en administrativ by i Indonesien.   Den ligger i provinsen Banten, i den västra delen av landet, 50 km nordväst om huvudstaden Jakarta. Kelurahan Pulau Tidung ligger på ön Pulau Payung Besar.